# Rottneros herrgård
Rottneros herrgård är en herrgård i Rottneros, Sunne kommun.

## Historik
Rottneros herrgård stod modell för Ekeby i Gösta Berlings saga från 1891 av Selma Lagerlöf. Lucianatten 1929 förstördes den gamla herrgården i en våldsam brand. Den dåvarande ägaren Svante Påhlsson (1882–1959) lät återuppföra herrgården enligt Georges von Dardels ritningar, och anlade Rottneros Park omkring den som en blomster- och skulpturpark. I parken finns även Nils Holgerssons äventyrspark.
Sunne sockenkyrka låg på herrgårdens marker vid Rossgropen från 1220-talet till maj 1435 då den flyttades till sin nuvarande plats vid sundet. Kyrkans 1/4 i gården friköptes på samma gång.